# Pump up!
「Pump up!」（パンプ・アップ）は、長澤奈央の1作目のシングル。2003年6月25日にキングレコードからリリースされた。

## 概要
- 女優・アイドルとして活躍する長澤奈央のデビューシングル。
- 全曲の作詞・作曲は都田和志が手掛けており、「Pump up!」はテレビアニメ『ダイバージェンス・イヴ』のエンディングテーマとして使用された。
- DVD付きの初回盤と通常盤2種類の仕様で、リリースされ、初回盤付属のDVDにはビデオ・クリップ、メイキング映像、長澤本人によるインタビューが収められている。

## 収録楽曲
1. Pump up! [3:53]
作詞・作曲：都田和志、編曲：芳賀洋介
2. SO．HAPPY [4:45]
作詞・作曲：都田和志、編曲：芳賀洋介
3. Pump up! （Instrumental）
4. SO．HAPPY（Instrumental）

## タイアップ
| 曲名     | タイアップ                                               |
| -------- | -------------------------------------------------------- |
| Pump up! | テレビアニメ『ダイバージェンス・イヴ』エンディングテーマ |

## 収録アルバム
| 曲名      | 収録アルバム                 |
| --------- | ---------------------------- |
| Pump up!  | 『Trip Lip』（2003年8月6日） |
| SO．HAPPY | 『Trip Lip』（2003年8月6日） |